# Ogród Botaniczny Nagai
Ogród Botaniczny Nagai (jap. 大阪市立長居植物園 Ōsaka Shiritsu Nagai Shokubutsuen) – ogród botaniczny w Osace, w Japonii.

## Opis
Ogród ma powierzchnię 8 hektarów. Można w nim można zobaczyć wiele roślin, między innymi: kamelie, piwonie, rododendrony, róże, dalie, hortensje, lotosy, lilie, słoneczniki, grzybienie, narcyzy, sakury, magnolie wielkokwiatowe, oczary wirginijskie i trawę pampasową. 
W parku znajduje się wiele ziół i klombów. W ogrodzie znajduje się Muzeum Historii Naturalnej w Osace.

## Galeria

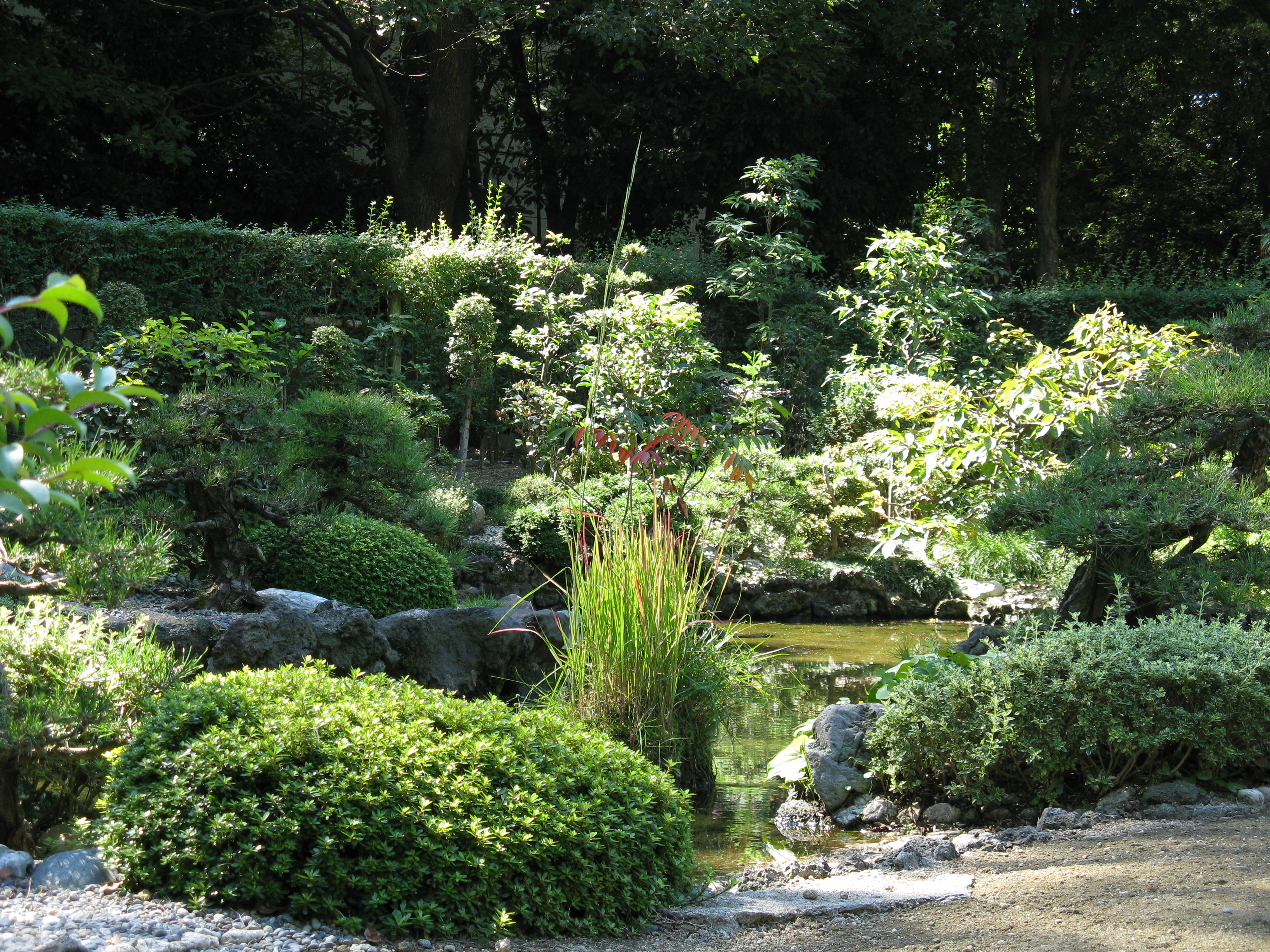
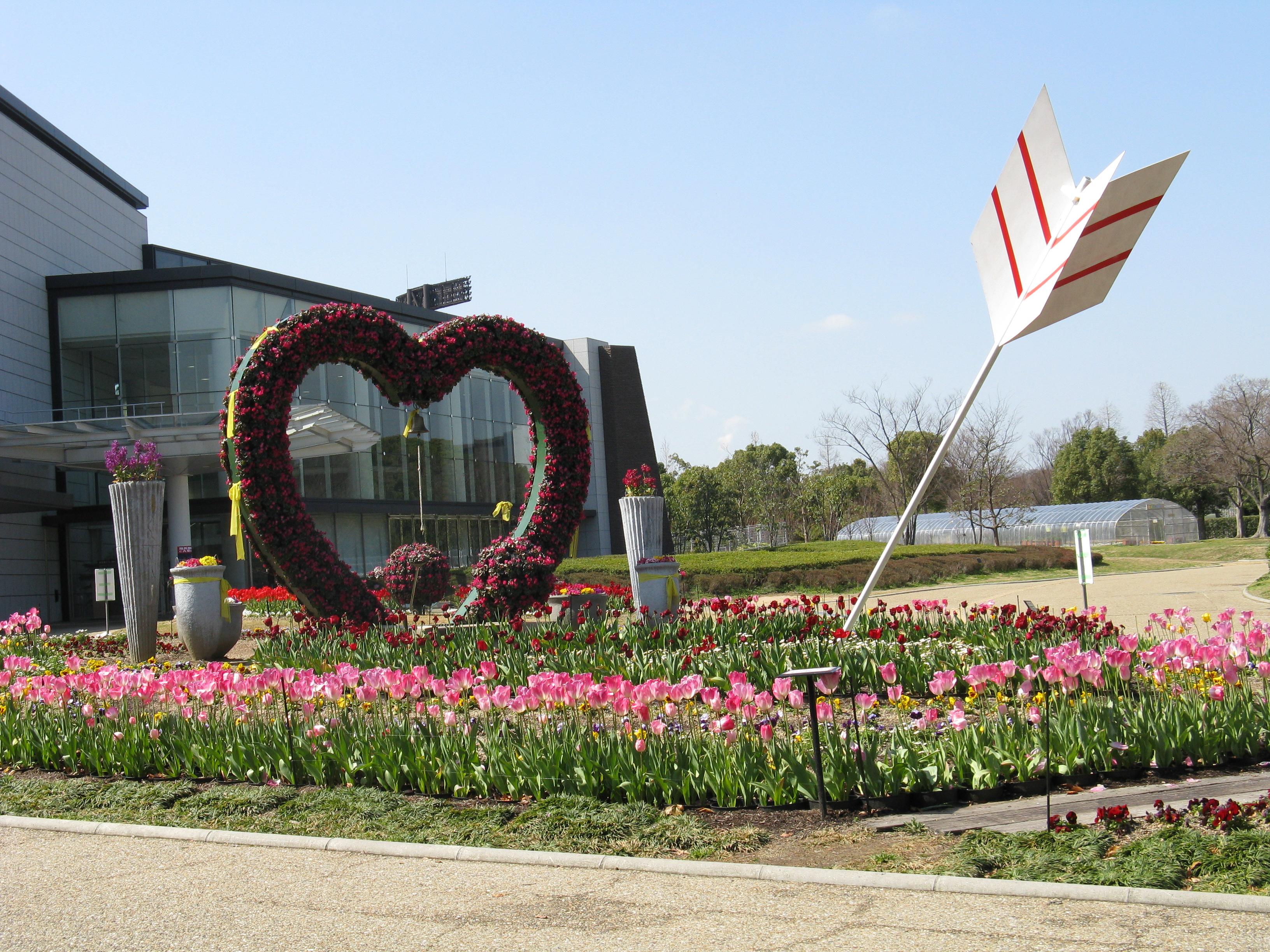
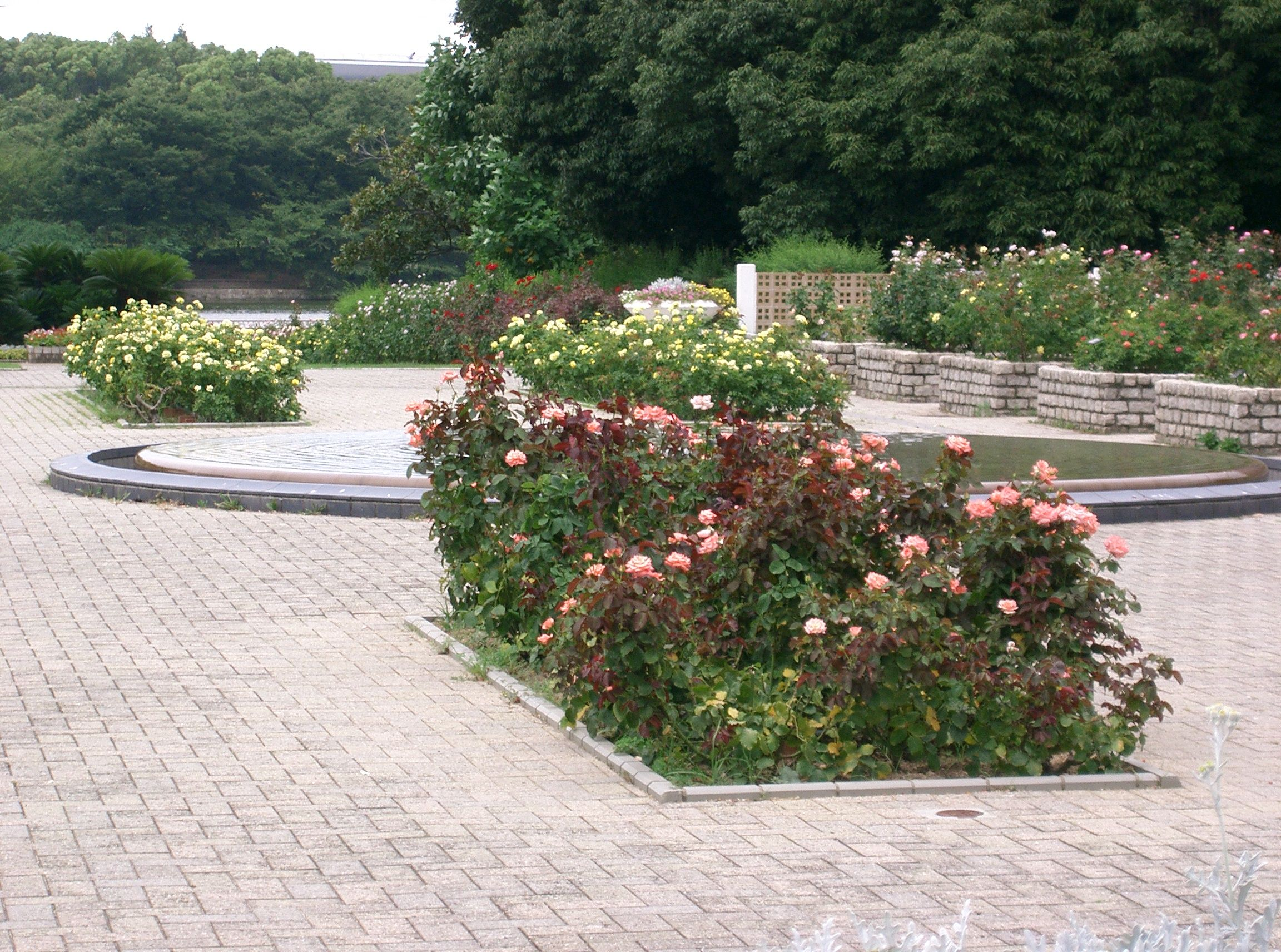
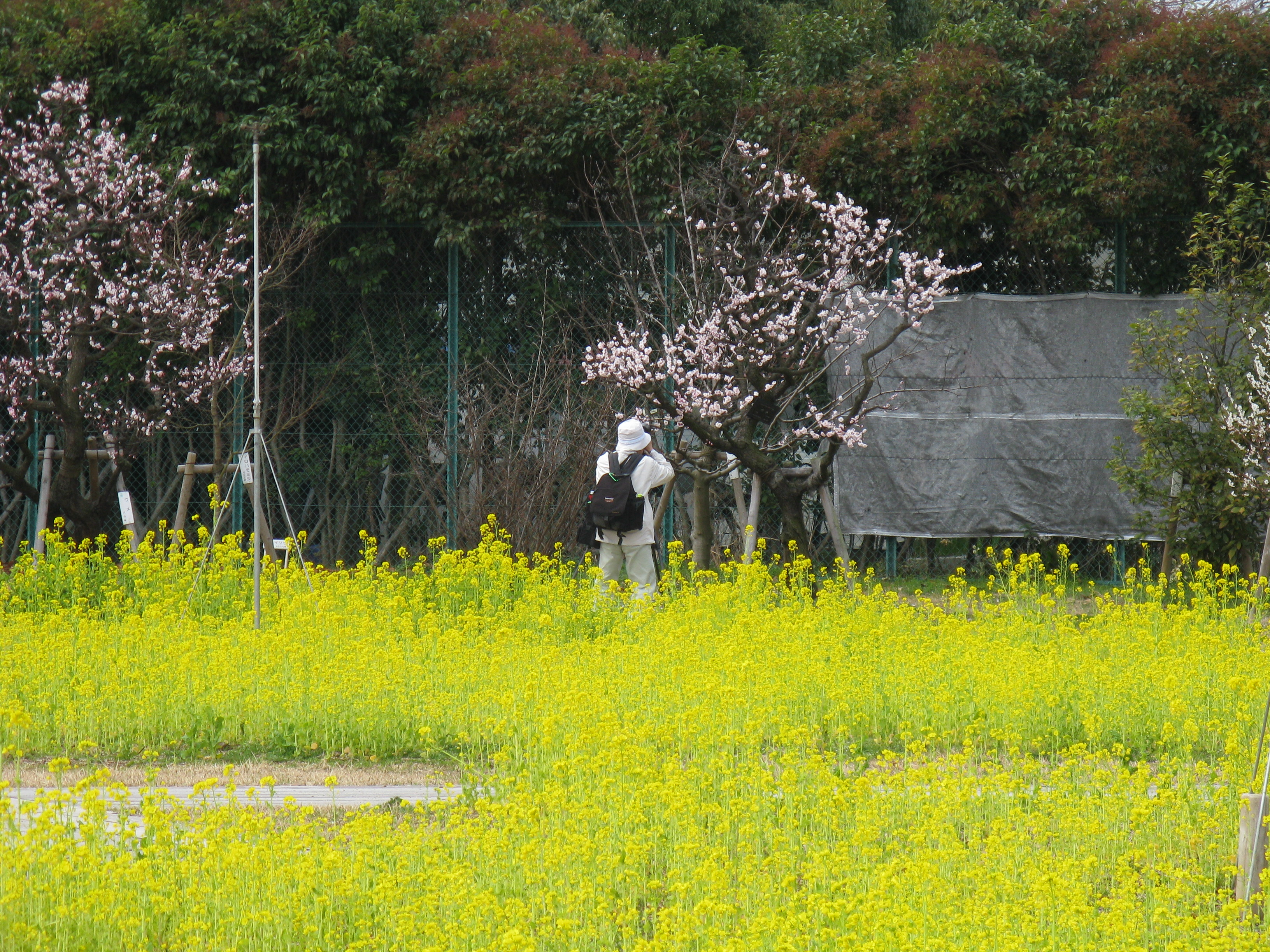
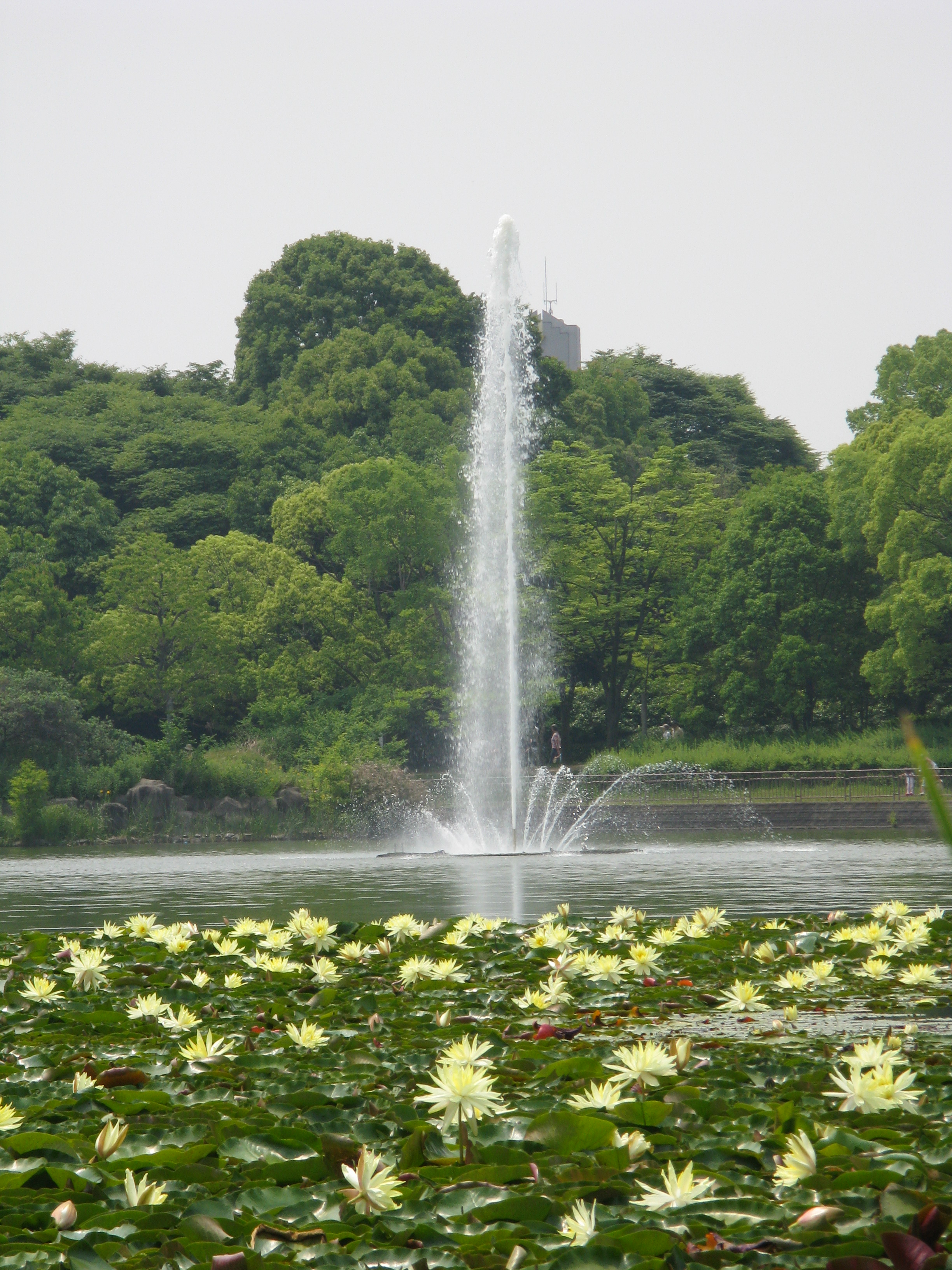
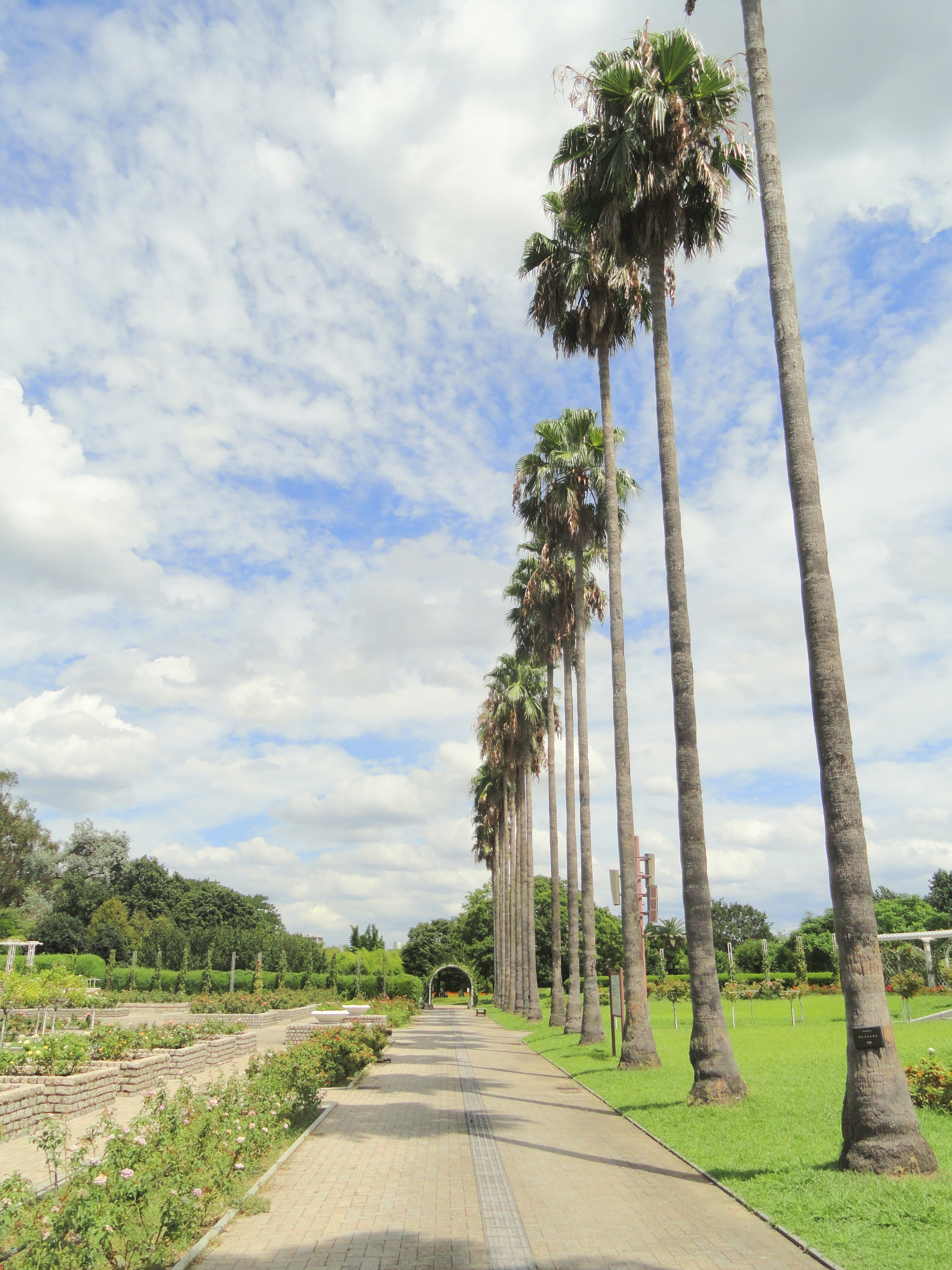